# Nino (futbolista)
Juan Francisco Martínez Modesto (Vera, Almería, España, 10 de junio de 1980), más conocido como Nino, es un exfutbolista y entrenador español. Jugaba como delantero y su último club fue el Elche Club de Fútbol. Con 571 partidos disputados en Segunda División de España y 194 goles marcados, es el jugador que más partidos ha disputado y el segundo que más goles ha marcado en la categoría de plata.
  También es el jugador del Elche Club de Fútbol con más partidos disputados y el segundo jugador con más partidos disputados en el cómputo entre primera y segunda división de España, detrás también de Rubén Castro.

Actualmente ejerce como entrenador en el Elche Ilicitano CF de la Segunda Federación.

## Trayectoria
Debutó en la temporada 1998/1999 en el Elche Club de Fútbol, con 17 años. En la temporada siguiente, hizo su debut en Segunda División, jugando 16 partidos y 2 goles marcados con el Elche CF. A partir de entonces, se convirtió en una figura fundamental del equipo ilicitano , llegando a marcar 20 goles durante la campaña 2004-2005. 
Nino hizo su debut en la Primera División española con el Levante U. D. en el año 2006. Sin embargo, en su nuevo equipo no pudo mantener la racha goleadora, puesto que solamente marcó un tanto esa temporada (Levante 1-Osasuna 2, el 20 de diciembre de 2006).
En 2007 fue cedido al CD Tenerife, que lo fichó definitivamente en enero de 2008. En la temporada 2008/09 logró el ascenso a Primera División con los chicharreros, además de convertirse en máximo goleador de Segunda división, con 29 tantos, y ser elegido mejor jugador del campeonato. En la temporada siguiente, ya en Primera división, consiguió anotar 14 goles, aunque el equipo terminó descendiendo. La temporada siguiente, aun marcando 17 goles, no pudo evitar un nuevo descenso del CD Tenerife a la 2ª división B del fútbol español. 
El 7 de julio de 2011, el Osasuna de la Primera División de España lo ficha con carta de libertad, con un contrato de dos temporadas, convirtiéndose así, en el cuarto fichaje hasta el momento del equipo rojillo, tras su también excompañero del CD Tenerife Marc Bertrán, el defensor ex-mallorquín Rubén y el jugador senegalés del Atlético, cedido la anterior campaña en el Numancia, Ibra.
Durante el verano de 2013, en plena pretemporada, sufrió una rotura del ligamento cruzado anterior, lesión que le apartó de los terrenos de juego hasta febrero del año siguiente, cuando salió desde el banquillo frente al Elche en el minuto 86. Tras finalizar su contrato y desvincularse del club rojillo, recién descendido a la Segunda División, a finales de junio de 2014, semanas más tarde jugador y club alcanzan un acuerdo para reemprender su trayectoria en el club navarro.
En la temporada 2016/2017 retornó al Elche CF tras rescindir su contrato con el Osasuna.
El delantero almeriense es el jugador que más goles ha marcado en la historia de Segunda División, superando en el ranking a Abel Fernández Valencia, futbolista madrileño de los años 60.
En la temporada 2017-18, ya con 37 años, anota 16 goles y consigue con el Elche el ascenso a la Segunda División.
En la temporada 2018-19 sigue jugando y convirtiendo goles con el Elche en Segunda División. Hasta la fecha es el máximo goleador de la Segunda División de España.
En la temporada 2019-20 se convierte en el máximo goleador de la historia del Elche con 132 goles en un doblete  marcado entre los minutos 85 y 87 que sirvió para superar a Pierita, que tenía 130 goles. Y además consiguió el gol de la victoria ante el Real Zaragoza (0-1) en el partido de vuelta de la semifinal del playoff de ascenso a La Liga Santander.
Al final de la temporada 2020-21 Nino anunció su retirada como futbolista profesional a las puertas de cumplir 41 años después de 23 temporadas como profesional, y pasa a formar parte del cuerpo técnico del Elche.
El 25 de noviembre de 2022, es nombrado entrenador del Elche Ilicitano CF, sustituyendo a Alberto Gallego.

## Clubes
Datos actualizados al 5 de septiembre de 2020

| Club                | Temporada           | Liga     | Liga  | Copa     | Copa  | Europa   | Europa | Total    | Total |
| Club                | Temporada           | Partidos | Goles | Partidos | Goles | Partidos | Goles  | Partidos | Goles |
| ------------------- | ------------------- | -------- | ----- | -------- | ----- | -------- | ------ | -------- | ----- |
| Elche · España      |                     |          |       |          |       |          |        |          |       |
| 1998–99             | 17                  | 2        | -     | -        | -     | -        | 17     | 2        |       |
| 1999–00             | 16                  | 2        | 1     | 0        | -     | -        | 17     | 2        |       |
| 2000–01             | 40                  | 12       | 1     | 0        | -     | -        | 41     | 12       |       |
| 2001-02             | 42                  | 17       | 1     | 0        | -     | -        | 43     | 17       |       |
| 2002-03             | 41                  | 10       | 1     | -        | -     | -        | 42     | 10       |       |
| 2003-04             | 34                  | 12       | 1     | 0        | -     | -        | 35     | 12       |       |
| 2004-05             | 41                  | 20       | 3     | 0        | -     | -        | 44     | 20       |       |
| 2005-06             | 42                  | 13       | 2     | 0        | -     | -        | 42     | 13       |       |
| 2016-17             | 39                  | 12       | 2     | 1        | -     | -        | 41     | 13       |       |
| 2017-18             | 44                  | 16       | 2     | 0        | -     | -        | 46     | 16       |       |
| 2018-19             | 37                  | 7        | 1     | 0        | -     | -        | 38     | 7        |       |
| 2019-20             | 44                  | 8        | 2     | 0        | -     | -        | 46     | 8        |       |
| 2020-21             | 16                  | 0        | 3     | 1        | -     | -        | 19     | 1        |       |
| Total               | 453                 | 131      | 20    | 2        | -     | -        | 473    | 133      |       |
| Levante · España    |                     |          |       |          |       |          |        |          |       |
| 2006–07             | 19                  | 1        | 1     | 1        | -     | -        | 20     | 2        |       |
| Total               | 19                  | 1        | 1     | 1        | -     | -        | 20     | 2        |       |
| Tenerife · España   |                     |          |       |          |       |          |        |          |       |
| 2007-08             | 40                  | 18       | -     | -        | -     | -        | 40     | 18       |       |
| 2008-09             | 42                  | 29       | 1     | 0        | -     | -        | 43     | 29       |       |
| 2009-10             | 38                  | 14       | 2     | 0        | -     | -        | 40     | 14       |       |
| 2010-11             | 39                  | 17       | 1     | 1        | -     | -        | 40     | 18       |       |
| Total               | 159                 | 78       | 4     | 1        | -     | -        | 163    | 79       |       |
| Osasuna · España    |                     |          |       |          |       |          |        |          |       |
| 2011-12             | 36                  | 6        | -     | -        | -     | -        | 36     | 6        |       |
| 2012-13             | 25                  | 3        | 1     | 0        | -     | -        | 26     | 3        |       |
| 2013-14             | 4                   | 0        | -     | -        | -     | -        | 4      | 0        |       |
| 2014-15             | 41                  | 11       | -     | -        | -     | -        | 41     | 11       |       |
| 2015-16             | 40                  | 7        | -     | -        | -     | -        | 40     | 7        |       |
| Total               | 146                 | 27       | 1     | 0        | -     | -        | 147    | 27       |       |
| Total en su carrera | Total en su carrera | 777      | 237   | 26       | 4     | -        | -      | 803      | 241   |

## Palmarés

### Distinciones individuales
|                                     | Año  |
| ----------------------------------- | ---- |
| Trofeo Pichichi de Segunda División | 2009 |
| Trofeo Zarra de Segunda División    | 2009 |
| Mejor jugador de Segunda División   | 2009 |
| Mejor delantero de Segunda División | 2009 |